# Rescaldina
Rescaldina ist eine italienische Gemeinde mit 14.230 Einwohnern (Stand 31. Dezember 2023) in der Metropolitanstadt Mailand, Region Lombardei.
Die Nachbarorte von Rescaldina sind Cislago (VA), Gorla Minore (VA), Gerenzano (VA), Marnate (VA), Uboldo (VA), Castellanza (VA), Legnano und Cerro Maggiore.

## Bevölkerungsentwicklung
Rescaldina zählt 5.366 Privathaushalte. Zwischen 1991 und 2001 stieg die Einwohnerzahl von 11.768 auf 13.025. Dies entspricht einem prozentualen Zuwachs von 10,7 %.